# Lionel Soukaz
Lionel Soukaz, né le 5 septembre 1953 aux Lilas et mort le 4 février 2025 à Marseille, est un réalisateur français. Auteur de films expérimentaux et autobiographiques, il est reconnu comme un pionnier du documentaire sur le militantisme LGBT.

## Biographie
Dès 1973, Lionel Soukaz filme en super 8, et réalise des courts métrages underground militant sur l'homosexualité, dans le sillage du mouvement militant FHAR.
Lionel Soukaz organise plusieurs festivals de films gays, notamment en 1977, au Festival du film de La Rochelle, et en 1978, à Paris à la Quinzaine de cinéma homosexuel au cinéma La Pagode (festival interrompu par décision du ministre de la Culture Michel d'Ornano). Il réalise ensuite avec Guy Hocquenghem Race d'Ep : un siècle d'images de l'homosexualité (1979).
Il aborde également la pornographie (Ixe) et la critique sociale (I live in a Bush world), souvent sous la forme du journal filmé.
Lionel Soukaz accumule à partir de 1991 plus de 1 000 heures de journal vidéo, de ciné-tracts et de poèmes visuels. Son Journal annales auto-produit s’attache à la mélancolie de la fuite du temps et de la perte, aux vies queer ou prolétaires qui l’entourent, pour mieux constituer une fabuleuse archive des cultures minoritaires et militantes des vingt dernières années. Le Journal annales est en partie conservé à la Bibliothèque nationale de France.
En 2016, l’Anthology Film Archives de New York lui consacre une rétrospective, « Lionel Soukaz : a queer avant-garde pionneer. ».
Lionel Soukaz meurt dans son sommeil, le 4 février 2025 à Marseille.

## Filmographie partielle
- 1975 : Paris Chausey
- 1975 : Boy Friend
- 1976 : Boy Friend II
- 1977 : Le Sexe des anges
- 1979 : Race d'Ep, en collaboration avec Guy Hocquenghem
- 1980 : Ixe
- 1982 : Maman que man Prix spécial du jury du festival international du court métrage de Clermont-Ferrand 1984
- 1985 : Tino
- 1994 : RV mon ami
- 1995 : Châteaux andalous
- 2000 : Vers l'Inde
- 2000 : Vivre halluciné
- 2000 : Bouts tabous
- 2000 : Un plan idéal
- 2001 : La vérité danse
- 2002 : Nu
- 2002 : Journal filmé
- 2002 : I Live in a Bush World
- 2005 :  www.webcam
- 2006 : Notre trou du cul est révolutionnaire
- 2006 : Shoot in the back
- 2010 : Abdellah Taïa, portrait d'un écrivain marocain à Paris[9]
- 2011 : Paysage mexicain
- 2022 : En Corps +, coréalisé avec Stéphane Gérard[10]
- 2023 : Artistes en Zone Troublés, coréalisé avec Stéphane Gérard

### Écrits de Lionel Soukaz
- Guy Hocquenghem, Lionel Soukaz, Race d’Ep, un siècle de l’homosexualité, Paris, Libres/Hallier, 1979.
- Lionel Soukaz, « Le nouveau mouvement », in Spécial man, n°1, Paris, Univers Presses, 1979.
- Lionel Soukaz, « Anti-stress et brownie sans crème », in Jean-François Garsi, Cinémas homosexuels, CinémAction n°15, Paris, Papyrus, 1981.
- Lionel Soukaz, « Laisser faire la lumière et voir dans le noir », in Nicole Brenez, Christian Lebrat (dir.), Jeune, dure et pure ! Une histoire du cinéma d’avant-garde et expérimental en France, Paris, La Cinémathèque française, 2001.

### Entretiens
- Pouria Hosseinpour, « Entretien avec Lionel Soukaz », in Indé sens'
- Eric Vidal, « »Trouble Everyday » entrevue avec Lionel Soukaz à propos de Ixe », in Hors Champs – Quotidien des Etats Généraux du Film Documentaire de Lussas n°4, Lussas, Ardèche Images, 22 août 2002.' n°4, Paris, Association Indé sens, 2003.

### Écrits sur Lionel Soukaz et son œuvre
- Nicole Brenez, « Le cinéma a eXisté », dans Lionel Soukaz, Ixe, Paris, Re:voir Vidéo, 2000.
- Nicole Brenez, « Lionel Soukaz exécute le grand programme du plaisir », dans Côté court – 13ème festival du film court en Seine Saint Denis, Pantin, 2004.
- Richard Dyer, Now You See It, London, New York, Routledge, 1990.
- Fleckinger Hélène et Olivier Neveux, « Lionel Soukaz exécute le grand programme du plaisir », dans Jean-Marc Lachaud (dir.) et Olivier Neveux (dir.), Changer l’art. Transformer la société, Paris, L’Harmattan, 2009.
- Fleckinger Hélène et Olivier Neveux, « «Il y a de la pensée dans le sexe et du sexe dans la pensée.» Entretien avec Lionel Soukaz », dans Christian Biet (dir.) et Olivier Neveux (dir.), Une histoire du spectacle militant (1966-1981), Vic-la-Gardiole, L’Entretemps, 2007.
- Fleckinger Hélène, « Une caméra à soi : féminisme et cinéma militant en France dans les années 70 », dans Pierre Arbus (dir.) et Franck Bousquet (dir.), Cinema et Identités Collectives. Actes du 3ème colloque de Sorèze, Paris, Le Manuscrit, 2006.
- Fleckinger Hélène, « Militantismes homosexuels et cinéma : l’esthétique comme politique », dans Françoise Gaspard (dir.) et Bruno Perreau (dir.), Le Choix de l’homosexualité. Recherches inédites sur la question gay et lesbienne, Paris, EPEL, 2006.
- (en) Fleckinger Hélène, « Nous sommes un fléau social ». Cinéma, vidéo et luttes homosexuelles », dans James Day (ed.), Queer Sexualities in French & Francophone Literature & Film, Paris, EPEL, 2006.
- Hélène Fleckinger, « "Nous sommes un fléau social". Cinéma, vidéo et luttes homosexuelles », dans James Day, Queer Sexualities in French & Francophone Literature & Film, vol. XXXIV, Amsterdam/New York, NY, Rodopi, coll. « French Literature Series », 2007.
- Hélène Fleckinger, « Y’a qu’à pas baiser. La représentation des corps sexués dans le cinéma militant féministe et homosexuel (France, années 1970) », in Christian Biet et Olivier Neveux (dir.), Une histoire du spectacle militant (1966-1981), Vic-la-Gardiole, L’Entretemps, 2007.
- Florian Grandena et Pascal Gagné, « Châteaux andalous et Shoot in the Back : le cinéma de Lionel Soukaz comme représentation abjecte », Hybrid : revue des arts et médiations humaines, vol. 4,‎ 2017 (lire en ligne, consulté le 5 septembre 2023).
- Guy Hocquenghem, « Bien sûr il y a eu un 1er Boy Friend. (Boy Friend 2 de Lionel Soukaz) » in Cinéma différent, n° 16-17, Paris, Collectif Jeune Cinéma, 1978.
- Guy Hocquenghem, « « Ixe », le dernier Soukaz », in Libération du 13-14 septembre, Paris, 1980.
- Jo McCormack, Hexagonal Variations: Diversity, Plurality and Reinvention in Contemporary France. (Faux Titre), Amsterdam, Alistair Rolls and Murray Pratt, 2011.
- Olivier Neveux, « Drague et amour. Sur www. webcam de Lionel Soukaz » in Lachaud Jean-Marc, Neveux Olivier (dir.), Une esthétique de l’outrage ?, Paris, Editions L’Harmattan, « Ouverture philosophique », Série « Arts vivants », 2012.
- Yekhan Pinarligil, « Ixe : l’anormalisation des normes », dans Florian Grandena, Christina Johnston (eds.), New Queer Images : Representations of Homosexualities in Contemporary Francophone Visual Cultures, Oxford, Peter Lang, 2012.
- Nick Rees-Roberts, French Queer Cinema, Edinburgh, Edinburgh University Press, 2008.
- Jean-Philippe Renouard, « Lionel Soukaz », in  Didier Eribon (dir.), Le dictionnaire des cultures gays et lesbiennes, Paris, Ed. Larousse, 2003.
- René Schérer, « Lionel Soukaz, une vitalité désespérée », in Point ligne plan (lire en ligne).